# Kronika tamtych lat
Kronika tamtych lat (tytuł oryginalny: Kronikë e atyre vitëve) – albański film fabularny z roku 1986 w reżyserii Spiro Duniego.

## Opis fabuły
Film telewizyjny. Akcja filmu rozgrywa się w roku 1939, na początku włoskiej okupacji. Film składa się z trzech odrębnych epizodów: I. Chcemy broni, II – Zdobycie broni, III – Pierwsze strzały i opowiada o początkach ruchu oporu w trzech miastach: Durrës, Sarandzie i we Vlorze.

## Obsada
- Olimbi Bilali
- Eduart Çala
- Astrit Çerma
- Artur Gorishti
- Demir Hyskja
- Piro Kita
- Zef Mosi
- Shpëtim Shmili
- Ilia Shyti
- Jetmira Dusha
- Valentina Xhezo